# Takuya Kida
Takuya Kida (喜田 拓也?, Kida Takuya; Kanagawa, 23 settembre 1994) è un calciatore giapponese, centrocampista degli Yokohama F·Marinos, di cui è capitano.

## Palmarès

### Club

#### Competizioni nazionali
- Coppa dell'Imperatore: 1

Yokohama F·Marinos: 2013
- Campionato giapponese: 2

Yokohama F·Marinos: 2019, 2022
- Supercoppa del Giappone: 1

Yokohama F·Marinos: 2023

### Individuale
- Squadra del campionato giapponese: 1

2019